# 児玉・後藤政治

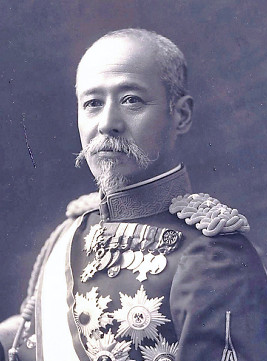
児玉源太郎

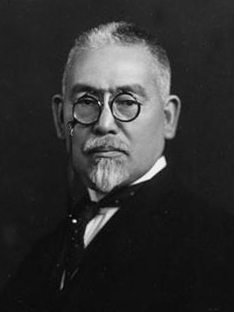
後藤新平

児玉・後藤政治（こだま・ごとうせいじ）とは、日本統治下の台湾における台湾総督児玉源太郎（1898年（明治31年）2月26日から1906年（明治39年）まで在任）と民政長官後藤新平（1898年（明治31年）3月2日から1906年（明治39年）まで在任）によりとられた一連の政策を指す。

## 背景
日本統治下の台湾の歴史について記述するとき、「○○総督時代」という区分がよく使われる。しかし、第4代台湾総督児玉源太郎の時代は「児玉総督時代」ではなく、「児玉・後藤政治」という言葉が使われる。たとえば、日本統治下の台湾に関する古典的名著である矢内原忠雄著「帝国主義下の台湾」においても、「児玉・後藤政治」という言葉が7回使われている。このように総督名と長官名を併記する理由は、児玉が、歴代台湾総督のうち、唯一日本国内の軍政の要職を同時に兼任した総督であったからである。彼は、8年の任期中に陸軍大臣、内務大臣や陸軍参謀総長次長等を兼任した。そのため台湾には不在がちであった。このため台湾総督としての実務は、民政長官の後藤新平によって行われ、後藤が有実無名の総督となったのである。

## 児玉・後藤政治年表
- 1898年（明治31年）2月26日 児玉源太郎が第4代台湾総督に就任。同年3月2日後藤新平が民政局長に就任。
- 1898年（明治31年）5月01日 対立していた「台湾新報」と「台湾日報」を合併させ、「台湾日日新報」を発行させる。
- 1898年（明治31年）6月20日 三段警備制を廃止（警察力の強化へ）
- 1898年（明治31年）6月30日 総督府病院を改め正式に「台北病院」へ
- 1898年（明治31年）7月19日 「台湾地籍規則」と「台湾土地調査規則」を公布。
- 1898年（明治31年）7月28日 公学校と小学校の制度を公布
- 1898年（明治31年）8月31日 「保甲条例」を公布
- 1898年（明治31年）9月05日 「土地調査局」が正式に「土地調査事業」を開始。
- 1898年（明治31年）11月5日 「匪徒刑罰令」を公布。
- 1899年（明治32年）3月22日 ｢台湾事業公債法」を公布。同年「財政二十箇年計画」公布。
- 1899年（明治32年）4月01日 ｢台湾総督府医学校」設立。
- 1899年（明治32年）4月26日 食塩専売開始。樟脳についても同年専売制度が開始されている。
- 1899年（明治32年）9月26日 台湾銀行が正式に開業。
- 1899年（明治32年）10月2日 ｢台湾師範学校」開校。
- 1899年（明治32年）11月8日 総督府鉄道局発足。民政局長後藤新平が部長を兼任。
- 1900年（明治33年）8月24日 「廈門事件」（義和団事件に乗じて福建省廈門に軍隊を上陸させようとする総督府の試み）発生。軍隊の上陸は未遂に終わる。
- 1900年（明治33年）12月10日 三井財閥の投資によって｢台湾製糖株式会社」が創立される。
- 1901年（明治34年）4月「臨時台湾旧慣調査会」発足。
- 1901年（明治34年）6月1日 台湾総督府専売局発足。もとの樟脳局、塩務局、製薬所がすべて専売局の管轄下に置かれる。
- 1901年（明治34年）8月 愛久澤直哉がジャワより「幾那の木」（マラリアの特効薬キニーネの原料となる）を持ち帰る
- 1901年（明治34年）9月 新渡戸稲造「糖業改良意見書」を総督府に建議
- 1901年（明治34年）11月 児玉が各界の人士を集めて殖産興業に関する演説を行い、糖業を中心として広範な民間産業に対する保護奨励を行うことを内外に表明する。
- 1902年（明治35年）6月 新渡戸の意見書に基づき「台湾糖業奨励規則」発布。同時に糖業奨励のため臨時台湾糖務局が設立される。
- 1902年（明治35年） 愛久澤直哉が総督府の命を受け、廈門にて「三五公司」（「対岸経営」の実行機関）を設立
- 1903年（明治36年） この年の末日をもって旧式の度量衡が禁止される。（1900年（明治33年）に公布された台湾度量衡条例に基づく。）
- 1904年（明治37年）5月20日 「大租権整理令」公布。「一田多主」の解消。
- 1905年（明治38年）10月1日 「臨時台湾戸口調査」実施
- 1906年（明治39年）4月 児玉が離台・6月後藤が離台
- 1908年（明治41年）4月20日 台湾縦貫鉄道全線開通

## 匪賊対策
日本による台湾の領有に対し、台湾人からは激しい抵抗が起きた。児玉・後藤政治にあっては、「土匪」に対する徹底的な弾圧で臨むべく、警察力の強化を図った。そのため警察力は著しく拡大され、地方の隅々まで浸透した。

### 保甲制度
1898年（明治31年）8月31日には「保甲条例」が制定され、保甲制度が開始された。保甲制度は、清朝統治時代から続いてきたが、児玉・後藤政治下で統治の制度として徹底的に活用された。元来住民の自治組織であったものが、警察官の指揮命令を受ける警察下部組織として、のちに行政補助機関として活用されたのである。この保甲制度によって警察の管轄下における連座制、相互監視、密告が制度化され、匪徒の鎮圧に大きな力となっていった。

### 匪徒刑罰令
児玉・後藤政治では、抵抗運動に対して徹底的な弾圧策がとられている。そもそも児玉・後藤の基本方針は、台湾の実情を理由に「特別統治」の重要性を強調する「植民地主義」であった。「植民地主義」は、台湾を日本本国とは政治的および法制度上の別の統治領域とみなし、台湾の住民には本国人と異なる法および統治制度を適用すべしとする差別化の政策を意味する。「匪徒刑罰令」により、匪徒すなわち「土匪」、「匪族」への厳罰を定めた。「匪徒」の定義は、その目的が何たるかを問わず、暴行又は脅迫を以ってその目的を達するため多くの人数で結集したものとされた（第1条）。刑罰の内容は、匪徒の首魁（首謀者）及び教唆者は死刑（同条第1号）。謀議参加者または指揮者は死刑（第2条）。附和随従した者又は雑役に服した者は有期徒刑又は重懲役（同条第3号）。第2条において、第1条第3号にしか当たらない者でも、以下の行為をした者が死刑に処せられた。官吏、軍隊に対して抵抗したとき（第1号）、放火により建造物、汽車、船舶、自動車、橋梁を焼棄もしくは毀壊したとき（第2号）、放火により竹木穀物等を焼棄したとき（第3号）、鉄道又はその標識等を棄壊したときや往来の危険を生じさせたとき（第4号）、電話機等の破壊（第5号）、婦女の強姦（第6号）、人の略取や財産の掠奪（第7号）である。すなわち第2条各号の行為に関わるものは、指導者たると部下たるを問わず全て死刑に処せられたのである。未遂犯も既遂犯と同等にみなされた（第3条）。兵器弾薬金銭等の支給や会合場所の提供等の幇助行為も死刑又は無期徒刑に処すとされた（第4条）。このような極めて重い刑罰内容の反面、匪徒の自首を奨励する匪徒が自首した場合の大幅な減刑が定められており、完全な刑罰の免除も可能であった（第6条）。厳罰をもって脅しをかけるだけでなく適用に大きな幅のある刑罰令であった。加えて、本令施行前の行為であっても遡って本令でもって適用するとも定めていた（第7条）。1899年(明治31年)の公布以来翌年まで1年間での同法令の適用者は1023人を数えた。後藤が1898年3月に民政長官に就任してから1902年（明治35年）までの約5年間おける匪徒の処罰者は3万2000人にのぼり、この数字は当時の台湾の人口の1パーセントを超えている。

## 各種調査事業
後藤の「生物学的植民地経営」の理念から、土地調査、臨時台湾戸口調査、臨時台湾旧慣調査という三つの大きな調査事業が台湾総督府により行われている。これは土地関係を把握し、その上にいる人間の属性を把握し、そしてその人が取り結ぶ社会関係を把握する三点セットの調査であって、総督府の以降の施策の基礎となった。

### 土地調査事業
日本統治以前の台湾においては、一か所の土地に複数の地主がおり、一人の地主（大租戸）が政府の認定する「業主権」をもち、他の地主（小租戸）が実際の所有権を持ち自由に土地を処分できる一方、上位の地主（大租戸）に租税（大租）を納める必要があるという土地所有に関する複雑な法慣習があった（一田多主）。このような法慣習下では、土地の所有権関係ならびに不動産移転の方式は不明確であり、無断開墾者の土地（隠田）に対する権利関係も不明確であった。そこで1898年（明治31年）、台湾総督府臨時土地調査会は、地籍調査、三角測量、地形測量という土地調査事業を行った。この調査と同時に、総督府は、清朝以来の大租戸、小租戸、小作農の間の土地関係を整理し、1903年（明治36年）12月5日限りで大租戸の新設設定を禁止し大租権者には公債をもって補償金を交付した（大租権整理令）、小租戸を真の土地所有者と確定し、納税の義務ありとした。そのため、「一田多主」の複雑な権利関係は単一化された。総督府にとって土地調査事業は、以下の3点である、①地理地形を明らかにすることによる治安上の利点があった。②隠田をなくすという徴税上の利点があった。劉銘伝時代の測量によると全台湾で約36万甲と推計されていた耕地面積は、正確な地形図の作製の結果、約63万甲であると判明した。これと同時に、税率も引き上げたので、総督府の税収が増え、台湾総督府の早期の財政独立化を果たすことができた。③土地所有権が確定され土地売買の障害も解消されたので、台湾総督府は大量の公有地に的を絞って開発を進めやすくなった。台湾経済全体の観点からみると、日本資本が台湾投資や企業設立にあたって取引の安全を与えられたので、資本の誘因に役だったことになる。かくて土地調査事業は「台湾資本主義化」に必要な前提であり基礎工事であった。この「土地調査事業」は田畑についてのみであり、林野については、「林野調査」事業を行った。

### 台湾旧慣調査事業
日本による台湾の領有に当たり、まず、土地台帳と名寄帳の作成が行われたが、その過程で土地に関する法慣行の実態を調査する必要が痛感された。そこで、内地とは異なる台湾独自の立法の基礎をつくるために臨時台湾旧慣調査会が1901年（明治34年）4月に発足した。この調査会によって、「台湾私法」、「清国行政法」等の調査報告書が刊行され、現在でも貴重な資料となっている。1903年（明治36年）には、「戸籍調査令」を布告し、1905年（明治38年）10月1日午前零時をもって全面的な人口調査を行った（「臨時台湾戸口調査」）。台湾史上初の本格的な人口調査であり、当時の台湾の人口は約304万人であったとされる。内訳は、台湾本島人は約298万人（98パーセント）、日本人は5万7000人で1.9パーセント、中国人を含む外国人は約1万人であった。

## 台湾の資本主義化

### 度量衡の統一
社会経済の資本主義化する前提は生産物の商品化にある。そのためには個々の商品の価格が統一的に決まることが必要となる。それには度量衡（商品の物理的側面）と貨幣（商品の経済的側面）の両者が統一されていることが必要である。日本領有前の台湾においては両者とも統一されていなかった。度量衡の統一についは1895年（明治28年）10月より内地式度量衡器移入販売の途はすでに開かれていたが、児玉・後藤政治においては、1902年（明治33年）に「台湾度量衡条例」を公布し、1905年（明治36年）末日をもって旧式度量衡器の使用を禁じた。

### 中央銀行としての台湾銀行の設立

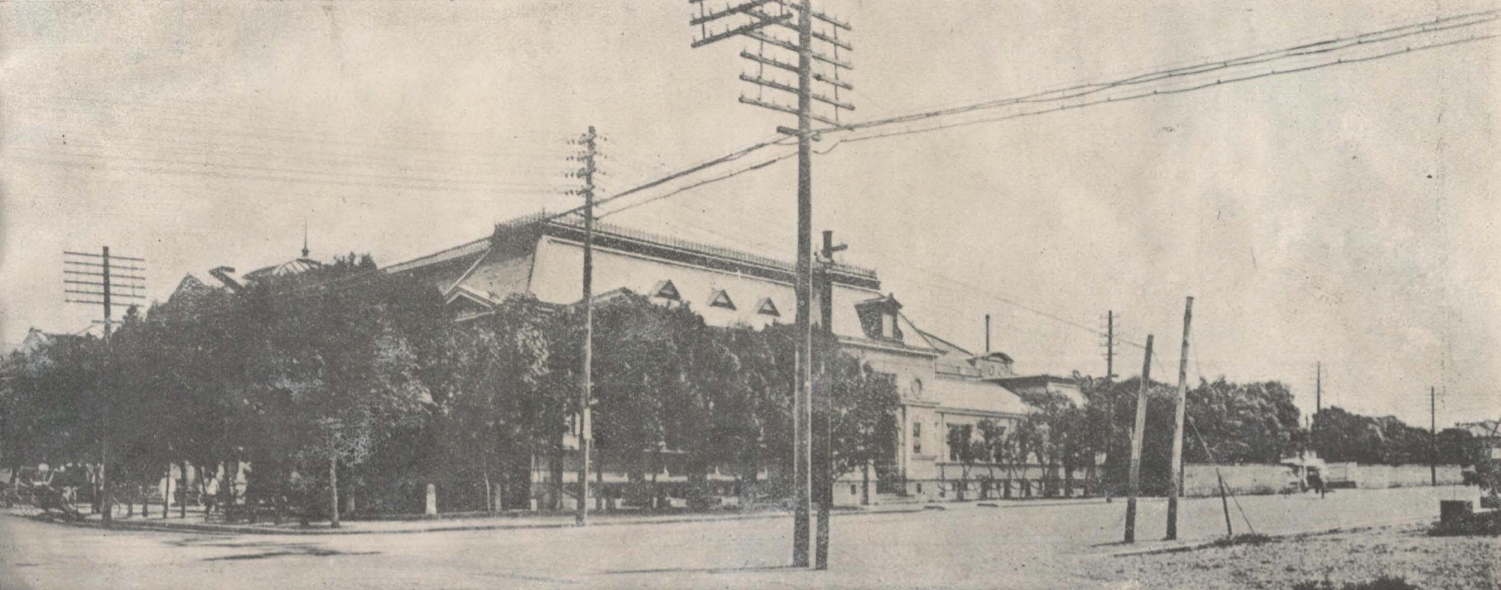
台湾銀行

1897年（明治30年）4月に台湾銀行法が制定され、その設立準備が始まっていた。その際台湾を金本位制にするか銀本位制にするか大きな問題であったが、結局は銀を金と計算させて、刻印付き円銀を流通させた。こうした議論の中で、台湾銀行設立の動きが積極化したのは、台湾銀行法が施行された2年後の1899年（明治32年）のことであった。同年3月「台湾事業公債法」が制定され、土地調査事業や鉄道建設、港湾設備に必要な費用3,500万を公債で調達し、その公債消化に専売事業収入を充当することが決定されると、台湾銀行は公債発行の要の地位を与えられて、その設立が急がれたのである。こうして1899年9月台湾銀行が資本金500万円をもって営業を開始した。このように幣制統一と中央銀行創設が、台湾占領後の統治政策の一環として展開された。

### 貨幣制度の統一
日本領有前の台湾において貨幣制度は、清国におけると同様混乱と錯綜を極めており、貨幣の種類も百数十種類にも及ぶほどであった。前述刻印付き円銀の発行という経過的措置を経たあと、1906年（明治37年）に台湾銀行をして金貨兌換券を発行させた。

## 台湾財政の独立化とインフラ整備
日本による台湾統治の初期、台湾の財政は日本政府の巨額の国庫補助が必要であった。1896年（明治29年）の台湾総督府歳入965万円中日本政府の国庫補助は694万円をしめた。翌1897年（明治30年）の歳入1128万円中国庫補助は596万円を占めた。1898年度（明治31年度）からは、台湾特別会計による国庫補助が開始されている。そこで、台湾の財政的な自立が、台湾統治上の最大の眼目になっていた。そのため、児玉・後藤政治では、1899年（明治32年）から専売制度の開始ならびに地方税制の開始を含めて、「財政二十箇年計画」を発表し、台湾財政の独立と台湾経済の自立化に乗り出した。この計画の具体的内容は、本国補充金を漸減して明治42年度（1909年度）以降の自立財政とするものとし、生産的事業のためには公債を起債し、明治37年度（1904年度）よりはその元利償却を差し引いてなお歳入余剰をみるという計画であった。以下、本計画と併せてとられた施策について解説する。
- 専売制度  1896年（明治29年）に阿片、1899年（明治32年）に食塩及び樟脳、1905年（明治38年）に煙草、1922年（大正11年）に酒の専売制度をそれぞれ開始した。この専売制度は、台湾財政の独立化に大きく貢献するとともに、資本家的企業の発展、その独占化、ことに日本内地資本の勢力樹立に直接の貢献をした。
- 事業公債  1899年（明治32年）3月には、「台湾事業公債法」（法律第75号）を発布して、台湾縦貫鉄道敷設、基隆築港、庁舎建設と水利事業のための公債を募集し、その財源で以上の事業を行った。これらの事業と財源をもとに、さらに1908年（明治41年）から官設灌漑事業と高雄築港事業が開始された。1910年（明治43年）には、林産資源の開発のために「阿里山作業所」が設置された。
- 地方税の実施  1898年（明治31年）7月の勅令第17号をもって地租附加税、家税、営業税、雑種税が課せられた。

この「財政二十箇年計画」は、明治29年度より同42年度までに総額約37,488,000円の補助金を得る計画を立てていたが、補助総額約30,488,000円をうけたのち、予定より早く独立化を実現した。すなわち、基本的に台湾の財政は児玉・後藤政治期に財政的基盤が確立し、それによる独立財政が、1945年（昭和20年）の日本の敗戦まで続くことになる。

## 糖業の奨励

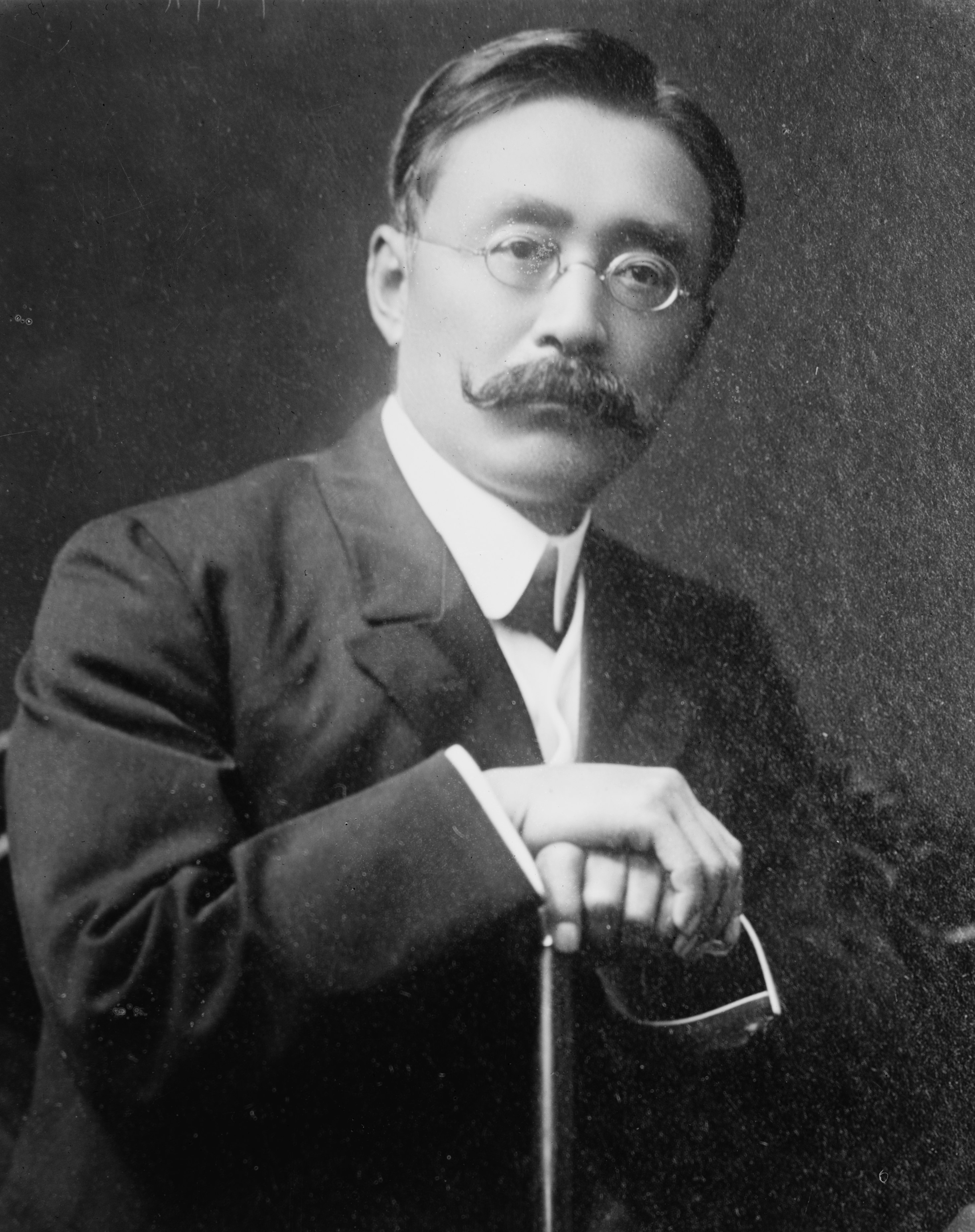
新渡戸稲造

児玉・後藤政治にあっては、台湾植民政策の中心を産業振興に置き、そのまた中心を糖業奨励に置いた。台湾に新式製糖会社を設立すべく、児玉・後藤が財界有力者を勧説して、三井毛利その他総数95名の株主を集め、1900年（明治33年）12月に資本金1,000万円で台湾製糖株式会社を設立した。しかしながら、その後の台湾の産糖高は減少をきたしたため、台湾糖業政策の根本的計画を樹立すべく1901年（明治34年）農学博士新渡戸稲造を台湾総督府殖産局長として招聘した。その新渡戸が、1901年（明治34年）9月に提出した甘蔗の生産、製造及び市場の3方面にわたる意見書が「糖業改良意見書」である。台湾総督府は、この建議書のほとんどを受け入れ、製糖工場への補助、製糖の原料の確保と市場保護などの奨励策を展開し、製糖業を日本支配下の台湾における最大の産業に急速に発展させた。